# ياسين التهامي
ياسين التهامي  (6 ديسمبر 1948 -) هو مغني ومنشد مصري.

## حياته ونشأته
ولد 6 ديسمبر 1948، في قرية الحواتكة مركز منفلوط محافظة أسيوط. نشأ الشيخ في بيت ديني وعائلة ينتسب أهلها إلى التدين، وكان لهذا الجو الديني تأثير عميق في نفسه،
ومن هنا دفع به والده إلى أن يتلقى تعليمه بالمعاهد الأزهرية، حتى وصل إلى السنة الثانية في المرحلة الثانوية الأزهرية، وكان ذلك عام 1970، ثم انقطع عن الدراسة لظروف خاصة.

## رأي الدين فيه
لا يمت بصلة إلى الإسلام، فهو أهل البدع وطلب المدد من غير الله، ولا يجوز التعبد لله باستخدام الآلات الموسيقية.
فما ورد عن رسول الله ولا أصحبه وهم أعبد الناس لله.